# Le spie (serie televisiva)
Le spie (I Spy) è una serie televisiva statunitense in 82 episodi trasmessi per la prima volta nel corso di 3 stagioni dal 1965 al 1968.
Nel 2002 ne è stato fatto un remake, il film Le spie, con Eddie Murphy e Owen Wilson.

## Trama
Il tennista statunitense Kelly Robinson e il suo allenatore Alexander Scott viaggiano per il mondo per disputare tornei. In realtà la loro è una copertura: sono agenti segreti che lavorano per il Pentagono e i tornei servono da copertura per le loro missioni.
Alcune delle località in cui i due agenti sotto copertura si recano per le loro missioni sono Atene, Roma, Firenze, Madrid, Venezia, Tokyo, Hong Kong, Acapulco, San Francisco, Las Vegas e il Marocco.

## Personaggi
- Kelly Robinson (82 episodi, 1965-1968), interpretato da Robert Culp.
- Alexander Scott (82 episodi, 1965-1968), interpretato da Bill Cosby. Tre Emmy Award per il ruolo.
- Russ Conway (7 episodi, 1967-1968), interpretato da Kenneth Tobey.
- Rocco (5 episodi, 1966-1967), interpretato da Arthur Batanides.
- Sam McClean (4 episodi, 1966-1967), interpretato da France Nuyen.
- Masters (4 episodi, 1965-1968), interpretato da Larry Thor.
- Disc Jockey (4 episodi, 1965-1967), interpretato da Sheldon Leonard.
- Zarkas (3 episodi, 1967), interpretato da Harold J. Stone.
- Edwin Wade (3 episodi, 1965-1967), interpretato da Roger C. Carmel.
- Jimmy (3 episodi, 1965-1966), interpretato da Mako.
- Maria (3 episodi, 1966-1967), interpretato da Eleanor Sommers.
- Troy Duncan (3 episodi, 1967), interpretato da	Keith Andes.
- Abrams (3 episodi, 1966-1968), interpretato da	Roy Jenson.
- Kull (3 episodi, 1966-1968), interpretato da Stella Garcia.
- Agente Y (3 episodi, 1967), interpretato da Robert Patten.
- Ishikura (3 episodi, 1965-1966), interpretato da Yuki Shimoda.
- Burnett (3 episodi, 1965-1966), interpretato da Larry Duran.
- Amah (3 episodi, 1965-1967), interpretato da Beulah Quo.
- Mohammed (3 episodi, 1966-1967), interpretato da Bob Herron.
- Sophia (1 episodio, 1966) interpretata da Raffaella Carrà.

## Produzione
La serie fu prodotta da 3F Productions e girata negli studios della Paramount e della Desilu a Los Angeles e in varie città, tra cui Madrid, Roma, Città del Messico, Tokyo e Las Vegas. Venne anche girato un episodio a Venezia con la partecipazione degli attori italiani Carlo Croccolo e Giustino Durano.
L'attore Sheldon Leonard fu il produttore esecutivo, inoltre interpretò il ruolo di un gangster in due episodi ed appare in un terzo episodio nel ruolo di se stesso. Gli sceneggiatori principali furono David Friedkin e Morton Fine, che insieme al fotografo Fouad Said avevano formato la società di produzione. Fine e Friedkin furono co-produttori e sceneggiatori di 16 episodi, alcuni dei quali diretti dallo stesso Friedkin. Friedkin è anche apparso in due episodi della prima stagione.

### Registi
Tra i registi della serie sono accreditati:
- Earl Bellamy (14 episodi, 1966-1968)
- Paul Wendkos (11 episodi, 1965-1966)
- Christian Nyby (11 episodi, 1967-1968)
- Alf Kjellin (9 episodi, 1966-1967)
- Richard C. Sarafian (8 episodi, 1966-1968)
- David Friedkin (5 episodi, 1965-1967)
- Leo Penn (4 episodi, 1965)
- Robert Butler (4 episodi, 1966)
- Allen Reisner (3 episodi, 1965-1966)
- Mark Rydell (3 episodi, 1965)
- Tom Gries (2 episodi, 1967)

## Distribuzione
La serie fu trasmessa negli Stati Uniti dal 1965 al 1968 sulla rete televisiva NBC. È stata poi pubblicata in DVD negli Stati Uniti dalla Image Entertainment nel 2001. 
In Italia è stata trasmessa inizialmente con il titolo Partita a due, poi modificato ne Le spie.
Alcune delle uscite internazionali sono state:
- negli Stati Uniti il 15 settembre 1965 (I Spy)
- in Germania Ovest il 11 giugno 1968 (Tennisschläger und Kanonen)
- in Francia il 31 agosto 1987  (Les espions)
- in Argentina e Venezuela (Yo soy espía)
- nei Paesi Bassi (Dubbelspion)
- in Italia il 10 settembre 1967 (Partita a due, poi Le spie)
- in Grecia (Eimai kataskopos)
- in Finlandia (Minä vakooja)
- in Spagna (Yo, espía)

## Episodi
| Stagione         | Episodi | Prima TV USA |
| ---------------- | ------- | ------------ |
| Prima stagione   | 28      | 1965-1966    |
| Seconda stagione | 28      | 1966-1967    |
| Terza stagione   | 26      | 1967-1968    |